# Hybognathus regius
 Hybognathus regius és una espècie de peix cipriniforme de la família dels ciprínids.